# Seymour D. Van Gundy
Seymour D. Van Gundy (n. 24 februarie 1931, Toledo, Ohio, SUA – d. 27 decembrie 2020) a fost un specialist american în domeniul biologiei generale, nematologiei și ecologiei, care a fost ales ca membru de onoare al Academiei de Științe a Moldovei. . 
A activat ca profesor universitar la Universitatea din California Riverside (SUA).